# نماد روبل
علامت روبل ₽، علامت ارزی است که برای روبل روسیه، یکای پول رسمی روسیه استفاده می‌شود. شکل آن یک حرف سیریلیک Р با یک خط افقی است. این طرح در ۱۱ دسامبر ۲۰۱۳ پس از یک نظرسنجی عمومی که یک ماه قبل از آن انجام شد، تأیید شد.
در املای روسی، نماد تقریباً همیشه پس از عدد قرار می‌گیرد و در بسیاری از موارد بین این دو فاصله وجود دارد. در املای انگلیسی معمولاً قبل از عدد قرار می‌گیرد.

## تاریخچه
در قرون ۱۸ و ۱۹ نمادی برای روبل روسیه وجود داشت که از حروف سیریلیک کوچک تشکیل شده بود - یک р چرخانده روی یک у. در قرن بیستم р. برای مخفف روبل استفاده شد.
بحث در مورد اتخاذ نماد پول ملی برای روبل روسیه تقریباً از آغاز گذار روسیه به اقتصاد بازار و ادغام اقتصادی آن در بازار جهانی در دهه ۱۹۹۰، بلافاصله پس از انحلال اتحاد جماهیر شوروی آغاز شد. ایده این بود که به همان سطح شناسایی و در نتیجه تأثیرگذاری علائم ارزی معروف مانند $ (دلار آمریکا)، € (یورو)، ¥ (یوآن چین یا ین ژاپن) و £ (پوند استرلینگ) برسیم. چندین مسابقه برای انتخاب علامت روبل برگزار شد که توسط سازمان‌های مختلف برگزار شد. با این حال، بانک مرکزی روسیه نمادهای برنده شده در این رقابت‌ها را انتخاب نکرد.
در سال ۲۰۰۷، گروهی از دفاتر طراحی و استودیوهای روسی پیشنهاد کردند که از ₽، حرف سیریلیک خط دار Р برای نشان دادن روبل استفاده کنند. بلافاصله پس از آن، بسیاری از خرده فروشان الکترونیک، رستوران‌ها و کافه‌ها شروع به استفاده غیررسمی از این علامت کردند. این نماد بسیار محبوب شد و به‌طور گسترده‌ای به عنوان یک استاندارد واقعی مورد استفاده قرار گرفت.
در نوامبر ۲۰۱۳، بانک مرکزی روسیه سرانجام تصمیم گرفت علامت پول ملی را اتخاذ کند. یک نظرسنجی عمومی با پنج گزینه از پیش انتخاب شده در وب سایت خود قرار داد.

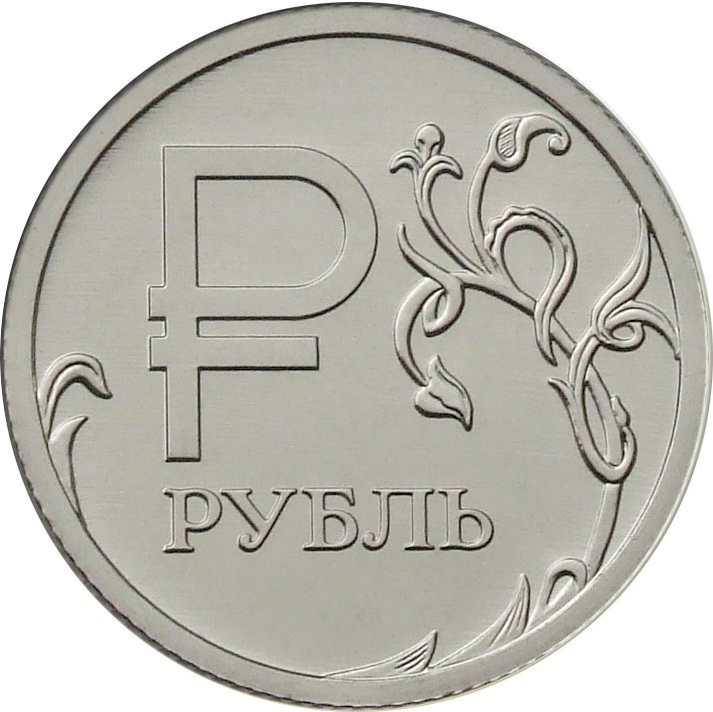
یک سکه یک روبلی روسیه از یک سری ویژه با علامت روبل

طرحی که قبلاً توسط جامعه طراحی ارائه شده بود و به‌طور غیررسمی و در عین حال به‌طور گسترده مورد استفاده قرار می‌گرفت (₽) در لیست نظرسنجی قرار داشت و بیشترین رای را به خود اختصاص داد. در ۱۱ دسامبر ۲۰۱۳، ₽ به عنوان علامت رسمی برای روبل فدراسیون روسیه تصویب شد.

## کدنویسی
کد بین‌المللی سه حرفی (طبق استاندارد ایزو ۴۲۱۷ سازمان بین‌المللی استانداردسازی) برای روبل RUB است. در یونی‌کد به‌صورت U+20BD ₽ ruble sign (اچ‌تی‌ام‌ال: &#8381;) کدگذاری شده‌است.

## یادداشت
1. ↑  The cyrillic letter Р commonly represents the alveolar trill /r/, roughly like the "rolled" sound like the Scottish pronunciation of ⟨r⟩ in "curd".